# Boudewijn Karel Boom
Boudewijn Karel Boom ( 1903 - 1980 ) fue un botánico neerlandés .

## Algunas publicaciones

### Libros
- 1968. Flora van kamer- en kasplanten: Geïllustreerde handleiding bij het bepalen van de in Nederland voorkomende soorten, variëteiten en cultuurvariëteiten van kamer- en kasplanten. Parte 3. Ed. H. Veenman & Zonen, 386 pp.

- 1966. The glory of the tree. Con H. Kleijn. Tradujo e ilustró G.D. Swanenburg de Veye. Ed. Harrap, 128 pp.

- 1965. Manual of Cultivated Conifers: Hardy in the Cold - and Warm - Temperate Zone. Forestry Sciences Series 4. Con P. Den Ouden. 3.ª ed. il. reimpreso por Springer, 526 pp. ISBN 9024721482 en línea

- 1964. Cultivar List of Non-tropical Conifers. 170 pp.

- 1933. Nederlandse dendrologie: geïllustreerde handleiding bij het bepalen van de in Nederland voorkomende soorten en variëteiten der gekweekte houtgewassen. Vol. 1 of Flora. 14.ª ed. 2009 (Dendrologie van de lage landen) de KNNV-uitgeverij.

- 1950. Flora der cultuurgewassen van Nederland: Flora der gekweekte, kruidachtige gewassen. Vol. 2 de Flora. 464 pp.
- La abreviatura «Boom» se emplea para indicar a Boudewijn Karel Boom como autoridad en la descripción y clasificación científica de los vegetales.[1]